# Ниссель, Франц
Франц Ниссель (нем. Franz Nissel; 14 марта 1831, Вена — 20 июля 1893, Бад-Глейхенберг) — австро-венгерский драматург. Лауреат премии Шиллера (1878).

## Биография
Родился в семье актёров, в детстве часто переезжал вместе с ними из одного города Австрийской империи в другой. До 1850 года обучался в духовной семинарии в Вене, но с юных лет враждебно относился к христианству, в 1849 году стал атеистом. Первая премьера его пьесы «Das Beispiel» состоялась на сцене театра в Вене в 1852 году. В скором времени его произведения стали пользоваться относительным успехом; с 1856 по 1873 год он работал драматургом в венском Бургтеатре.
С 1859 года попемеренно жил в Австрийской империи, Пруссии и Швейцарии, но в итоге вернулся в Вену; отличался плохим здоровьем и очень часто болел. В 1877 году его пьеса «Agnes von Meran» была удостоена Шиллеровской премии. С конца 1870-х годов, однако, оказался уже фактически забыт, пусть и продолжал писать новые пьесы почти до конца жизни; с 1884 года его здоровье сильно ухудшилось. Умер в нищете от простуды. Его последняя пьеса, «Ein Nachtlager Corvins», появилась в 1889 году.
Более всего известен как автор драм «Ein Wohlthäter» и «Heinrich der Löwe», трагедий «Die Jakobiten», «Perseus v. Makedonien», «Dido» и «Agnes von Meran», народной драмы «Die Zauberin am Stein». Согласно оценке, данной на страницах словаря Мейера в начале XX века, «обладавшему несомненным литературным талантом, Ниссену недоставало творческой силы для написания исторических трагедий, способных бы надолго удержаться на сцене». В 1894 году в Штутгарте была опубликована его посмертная автобиография; в издававшуюся в 1892—1896 годах в этом же городе антологию «Ausgewählte dramatische Werke» вошли некоторые его произведения.